# Johann Georg van Caspel

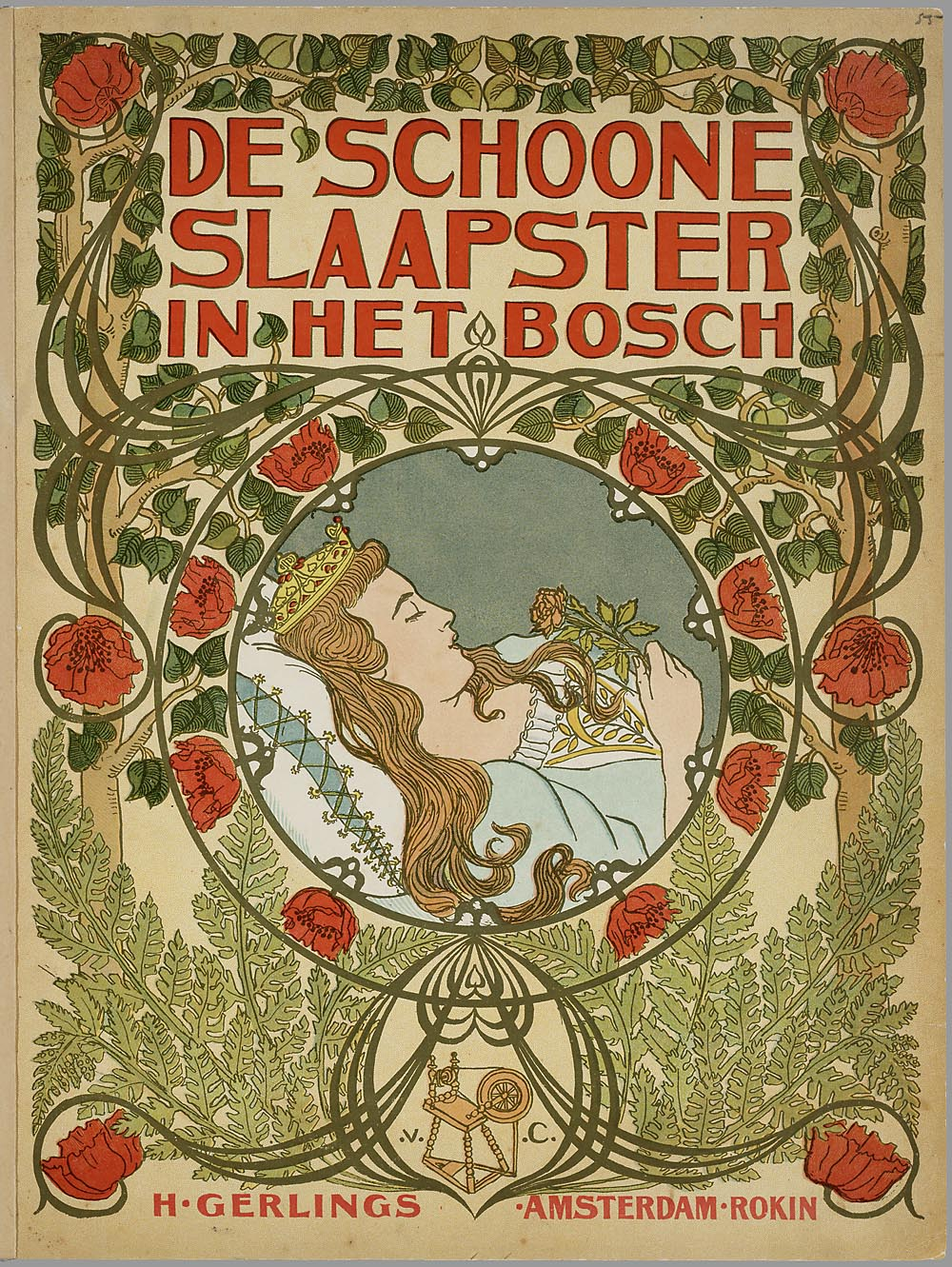
Boekomslag voor De schoone slaapster in het bosch, een interpretatie van het verhaal van Doornroosje uit 1898

Johann Georg van Caspel (Amsterdam, 24 maart 1870 - Laren, 4 juli 1928) was een Nederlands kunstenaar en architect.

## Leven en werk
In 1889 deed hij toelatingsexamen aan de Rijksacademie voor Beeldende Kunsten te Amsterdam. Hij kwam daarna op het atelier van zijn leermeester Maurits van der Valk. Na enige jaren het beroep van figuur- en portretschilder te hebben uitgeoefend, kwam hij in aanraking met drukkerij Amand in Amsterdam. Voor deze firma zou hij in de komende jaren een aantal affiches maken. Ook was hij boekbandontwerper en verzorgde kalenders en reclamefolders.
In 1903 vestigde Van Caspel zich in Laren en diende daar een aanvraag in voor het bouwen van een door hemzelf ontworpen landhuis. Uiteindelijk resulteerde deze activiteit in het ontwerpen en laten bouwen van dertig landhuizen en villa's in het Gooi. Zijn stijl van bouwen was geïnspireerd door de bekende architect Karel de Bazel.
Van Caspel illustreerde een aantal prentenboeken o.a. in 1898 De schoone slaapster in het bosch. Een sprookje van Moeder de Gans naar Charles Perrault, een groot formaat prentenboek met fraaie jugendstil-elementen. Rond 1924 illustreerde hij de serie Sprookjes uit verre landen op klein oblong formaat. Zijn signatuur is Van Caspel of de initialen VC in een cirkel.

## Afbeeldingen

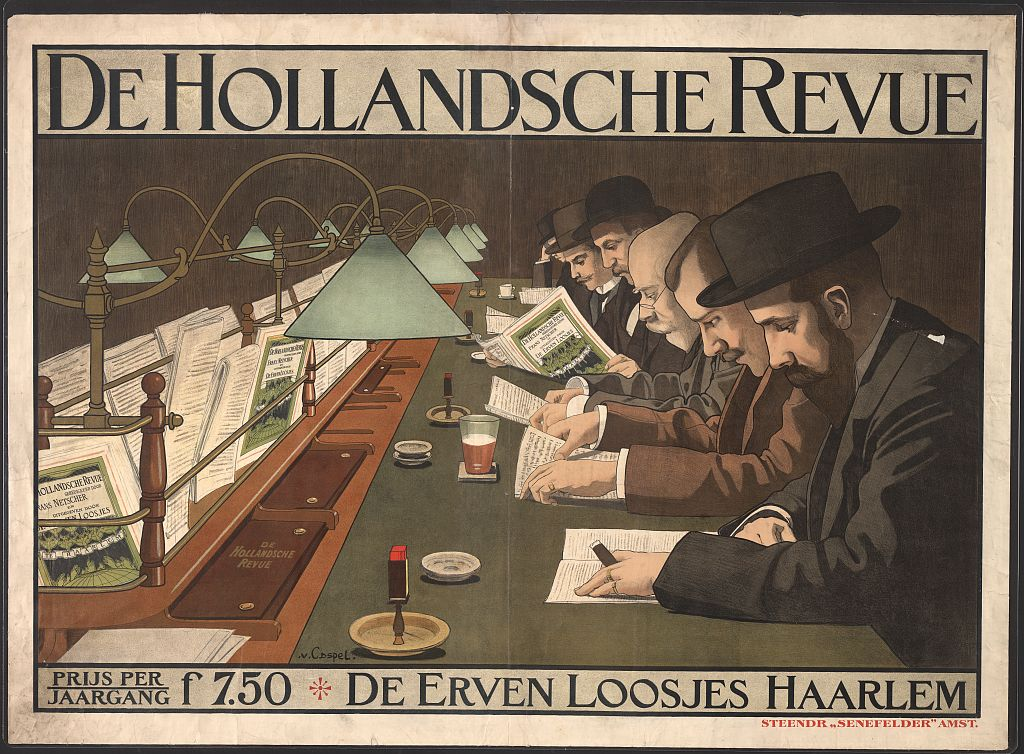
Affiche voor de Hollandsche Revue, 1910
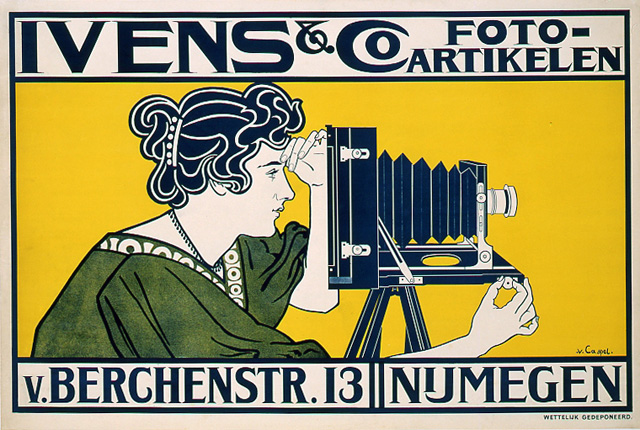
Affiche voor Ivens & Co.
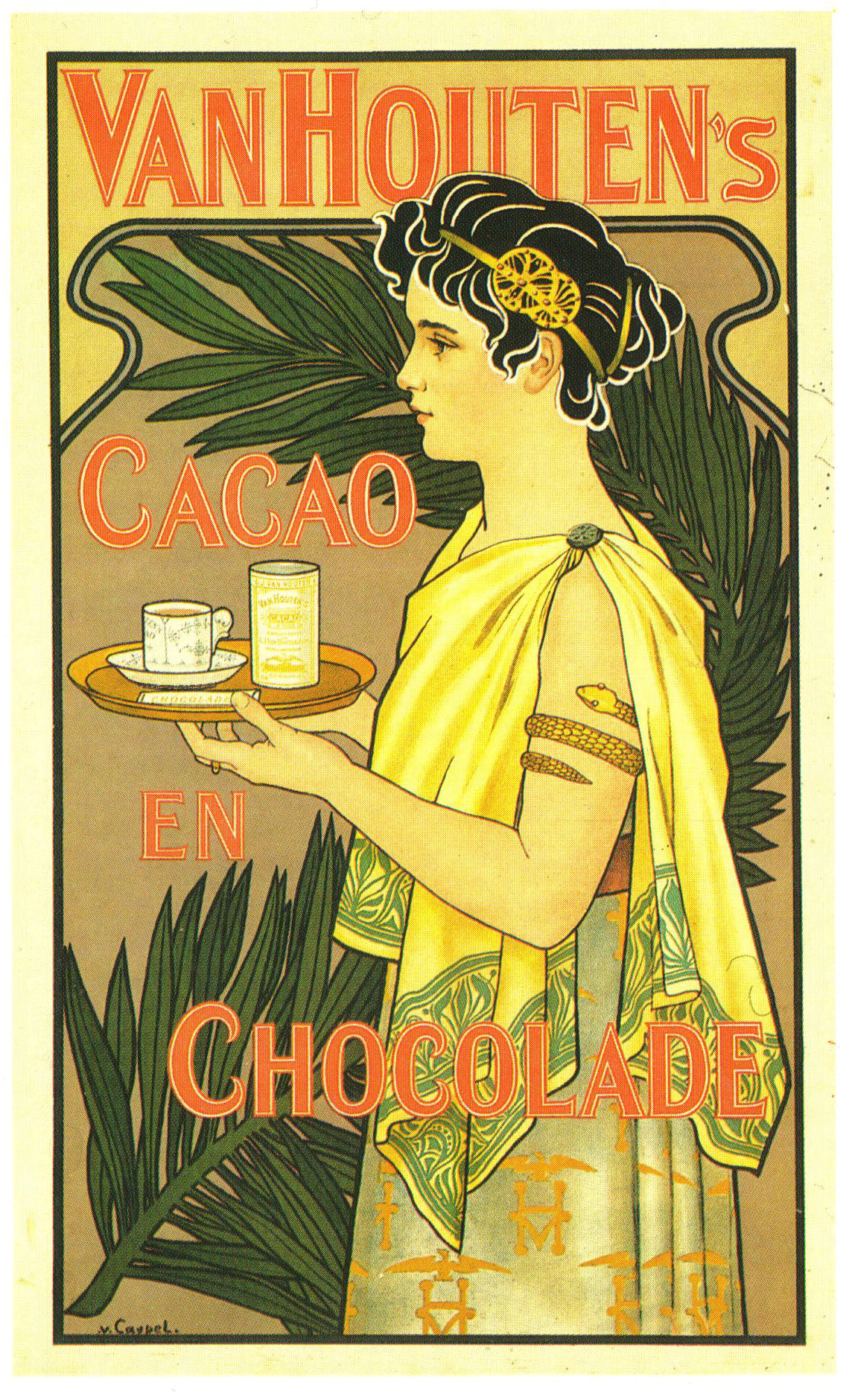
Affiche voor Van Houten
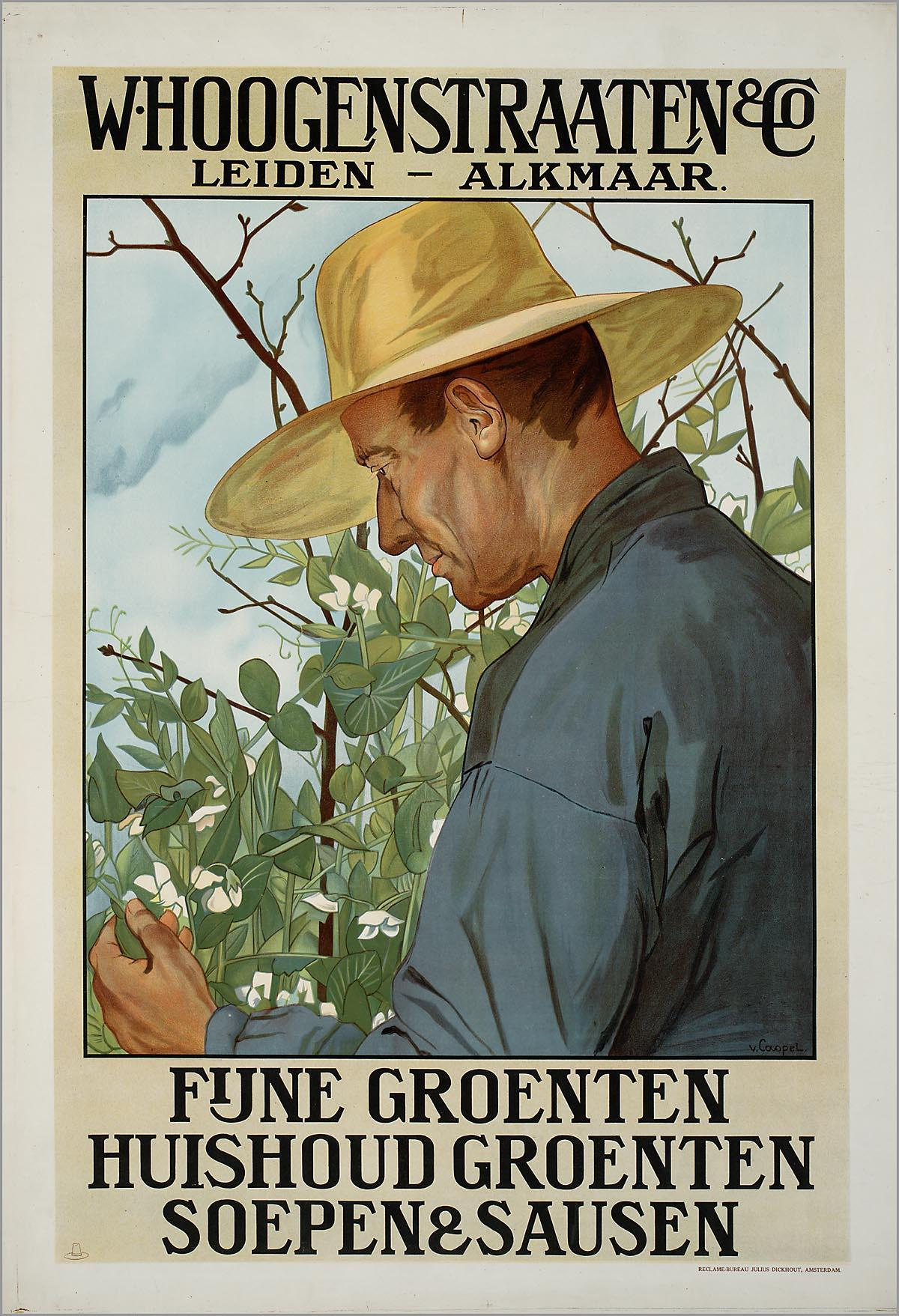
W. Hoogenstraaten & Co